# Katy Hill
Katy Hill är ett berg i Montserrat (Storbritannien). Det ligger i parishen Saint George, i den centrala delen av Montserrat. Toppen på Katy Hill är 740 meter över havet.